# Tiffany Case
Tiffany Case is een personage uit Ian Fleming's James Bondroman Diamonds Are Forever (1956) en de gelijknamige film Diamonds Are Forever (1971), waarin haar rol wordt vertolkt door Jill St. John.

## Boek
In het boek was ze een Amerikaanse smokkelaar en werkte voor Seraffimo Spang, directeur van de Spangled Mob. Ze werd geboren in San Francisco; haar moeder was directeur van het duurste bordeel van de stad. Haar moeder besloot op een dag een plaatselijke groep niet meer te betalen voor hun bescherming, omdat ze al zo veel moest betalen aan de politie. Op een dag kwam de bende binnenstormen en sloegen alles kort en klein. Ze lieten de prostituees met rust, maar verkrachtten Tiffany, die toen pas zestien jaar oud was. Sindsdien wilde ze niets met mannen te maken hebben. De dag daarop stal zij haar moeders geldkistje, brak hem open en trok de heuvels in. Ze had in die tijd vele baantjes, tot zij twintig was en het leven haar te zwaar werd; hierdoor raakte zij aan de drank. Ze kwam in Florida terecht waar ze zich bijna helemaal dood dronk. Op een dag viel er een jongetje in zee, maar zij redde hem en kwam in vele kranten te staan. Ze kreeg op een dag met een rijke dame te doen die haar kidnapte en met haar de hele wereld rond ging, tot ze bij San Francisco waren en ze ontsnapte. Ze trok hierna bij haar moeder in die inmiddels gestopt was met haar bordeel. Maar ze ging al snel weg en heeft opnieuw wat banen gehad tot ze op een dag Serrafimo Spang tegenkwam die haar een baantje aanbood in het Tiara-hotel in Las Vegas, en zo kwam ze bij de Spangled Mob terecht.
James Bond ontmoet haar in een hotel in Londen onder de naam van de Engelse smokkelaar Peter Franks. Als Bond eenmaal op de kamer komt, zit zij halfnaakt op haar kamer. Tiffany geeft hem de opdracht in New York naar Shady Tree toe te gaan waar hij meerdere instructies krijgt. In New York dineert Bond met Tiffany waar hij alleen maar om informatie vraagt. Bond wordt later afbetaald door Shady Tree via Tiffany Case in een blackjack-spelletje in Las Vegas, waarbij Bond het geld krijgt, maar later in de bergen van Nevada wordt hij weer ontvoerd door Spang en Tiffany en wordt hij vervolgens met een trein meegenomen naar Los Angeles, maar als zij Bond helpt ontsnappen, wordt ze ontvoerd door Spangs hulpjes Wint & Kidd. Uiteindelijk wordt ze gered door Bond.

## Film
In de film ontmoet James Bond Tiffany onder de naam Peter Franks in Amsterdam. De entree is nogal ruig omdat hij in de lift van haar grachtenhuis de echte Peter Franks tegen het lijf loopt. Er volgt een ongemakkelijk gevecht in de ijzeren kooi. Haar eerste vraag aan hem is dan ook "Is he dead?" waarop hij antwoordt "I certainly hope so". Als Bond binnen komt staat ze daar halfnaakt in haar beha. De kleur van haar haren was eerst blond en een poosje later heeft zij bruin haar, maar haar echte haar is rood. Bond komt bij Tiffany om diamanten op te halen, die zij heeft verstopt in de kroonluchter die in haar appartement hangt. Bond en Tiffany reizen de volgende dag naar Los Angeles, op de voet gevolgd door Wint & Kidd.
Als Bond een tijdje later in een casino in Las Vegas is, ontmoet hij Plenty O'Toole, die hij meeneemt naar zijn hotelkamer. Ze wordt echter door een aantal mannen uit het raam gegooid, waarna ze in een zwembad terechtkomt. Maar diezelfde avond komt James Bond Tiffany tegen op zijn bed waarmee hij een romantische avond heeft. Bond stuurt haar een dag later naar een circus waar ze een hele tijd op Bond moet wachten, maar hij komt niet opdagen. Wanneer ze later die dag naar Tiffany's villa gaan, treffen ze Plenty dood aan in het zwembad naast haar huis. Ze blijkt te zijn vermoord door Wint & Kidd, die eigenlijk achter Tiffany aanzaten maar dachten dat Plenty Tiffany was. Ze gaan vervolgens de woestijn van Nevada in, waar Tiffany Bond helpt ontsnappen met Bonds auto. Als ze terugrijden naar Las Vegas worden ze achtervolgd door de politie. Nadat Bond erin geslaagd is de mannen af te schudden brengt hij de avond ontspannen door met Tiffany.
Bond gaat later die avond kijken wat er zich boven het hotel afspeelt en ontmoet daar opnieuw zijn aartsvijand Ernst Stavro Blofeld, het hoofd van SPECTRE. Hij had echter verwacht dat Willard White erachter zou zitten, maar het blijkt dat hij achter de diamantensmokkel zit en van plan is om er een satelliet van te maken in de ruimte die met een laser alles op Aarde kan verwoesten.
Tiffany wordt ontvoerd door Blofeld en meegenomen naar een olieplatform. Bond vertrekt uiteindelijk naar het olieplatform waar hij Tiffany in haar bikini aantreft terwijl zij in de zon ligt te bruinen. Als Bond het Compact cassette omwisselt zodat de laser van de satelliet niet reageert, stopt hij het echte bandje van de satelliet in Tiffany's onderbroek. Maar Tiffany verwisselt het bandje opnieuw omdat zij er geen rekening mee had gehouden dat het bandje al omgewisseld was. De satelliet wordt weer bestuurbaar en alles lijkt tevergeefs te zijn geweest. Uiteindelijk weet Bond Blofelds plan te verijdelen en met Tiffany te ontsnappen en terug naar Londen te reizen met een schip. Maar als ze 's avonds een diner krijgen aangeboden, plegen Wint & Kidd nog een aanslag op hen. Bond weet het duo definitief uit te schakelen. Tiffany is blij dat het gevaar is geweken en maakt zich geen zorgen meer. Met een blik op de fonkelende sterrenhemel verzucht zij in de laatste regels dromerig "James, how the hell do we get those diamonds down again?"